# Herman Rarebell
Herman Rarebell (Saarbrücken, Alemania Occidental, 18 de noviembre de 1949) es un músico, compositor y productor discográfico alemán, conocido mundialmente por haber sido baterista de la banda de hard rock y heavy metal Scorpions, entre los años 1977 y 1995. Tras renunciar a la banda alemana inició con el príncipe Alberto II los preparativos para crear la primera casa discográfica de Mónaco, llamada precisamente Monaco Records. Además, por diez años estuvo alejado de las grabaciones discográficas hasta que en 2005 fue parte del proyecto Drum Legends, en el que grabó un álbum con el mismo nombre. Desde entonces ha publicado algunos discos como solista, carrera que inició en 1981 con Nip in the Bud, paralelo a su estadía en Scorpions. Por otro lado, desde 2011 hasta 2016 fue parte de la banda Michael Schenker's Temple of Rock, en el que compartió, entre otros, con sus excompañeros de Scorpions; Michael Schenker y Francis Buchholz.

## Biografía

### Primeros años
A los doce años de edad descubrió su pasión por la batería, que posteriormente lo motivó para ingresar a la Escuela de Música de Saarbrücken en donde además aprendió a tocar el piano. Luego participó en varias bandas alemanas como por ejemplo Mastermen (1965-1966), RS Rindfleisch (1967-1968) y Flugg Blues (1968), hasta que en 1971 se trasladó a Inglaterra.

### Etapa con Scorpions
En 1977 y con la ayuda de su amigo Michael Schenker ingresó a Scorpions como reemplazo de Rudy Lenners, que tuvo que retirarse de la banda por problemas al corazón. En la agrupación alemana no solo fue baterista, sino también se convirtió en uno de sus principales compositores con clásicos como «Another Piece of Meat», «Falling in Love» y «Passion Rules the Game», y colaboró con las letras de canciones como «Make It Real», «Rock You Like a Hurricane», «He's a Woman She's a Man», «Blackout» y «Arizona», entre otros. En resumen, Rarebell estuvo dieciocho años en la banda y participó en la grabación de ocho álbumes de estudio y tres en vivo.
De acuerdo a su página oficial entre las razones de su renuncia a Scorpions en 1995 se encuentra las constantes y cansadoras giras, las diferencias musicales por el sonido y la composición del álbum Pure Instinct (1996), pero por sobre todo su necesidad de incursionar en la producción discográfica y cocrear con el príncipe Alberto II el primer sello discográfico de Mónaco, llamado precisamente Monaco Records. Sobre esta diferencia musical con la banda, en una entrevista dada al sitio griego Rockpages en 2012 comentó: «Una de las razones de mi salida de la banda fue el álbum Pure Instinct. Pienso que fue un álbum realmente malo e incluso el siguiente —Eye II Eye— fue mucho peor. Recuerdo que le dije a Klaus durante la preproducción de Pure Instinct que no quería tocar ninguna de las canciones porque no me gustaban».

### Lanzamientos como solista y años posteriores
Paralelo a su trabajo con Scorpions en 1981 lanzó su primer álbum solista llamado Nip in the Bud, que lo posicionó como el primer músico de Scorpions en hacer un álbum mientras todavía era miembro permanente del grupo. Cabe señalar que la portada fue creada por la firma Hipgnosis, que por ese entonces trabajaba en las portadas de Scorpions. Cinco años después el disco fue regrabado con el nombre de Herman Ze German and Friends y contó con la participación de otros músicos como Don Dokken de Dokken, Juan Croucier de Ratt y Jack Russell de Great White, entre otros. Tras su salida de Scorpions se mantuvo alejado de las grabaciones discográficas hasta 2005 cuando fue invitado por su amigo Pete York, exintegrante de Spencer Davis Group, para participar en el proyecto Drum Legends junto al también baterista de jazz, C. Antonini.
En 2006 participó como invitado especial en el show de Scorpions en el festival Wacken Open Air, en donde se grabó el DVD, Live At Wacken Open Air 2006. Este hecho lo motivó para retornar a los escenarios con el álbum I'm Back (2007), el audiobook My Life As a Scorpion (2008) y en 2010 relanzó varios de sus discos. En 2013 puso a la venta el álbum Acoustic Fever que incluye trece canciones escritas con Scorpions en versión acústico, contando con la participación de varios cantantes como Paul Shortino, Gary Barden, Bobby Kimball y Tony Martin, entre otros. Por otro lado, desde 2011 hasta 2016 fue parte de la banda Michael Schenker's Temple of Rock, en el que compartió, entre otros, con sus excompañeros de Scorpions; Michael Schenker y Francis Buchholz.

## Discografía
| - 1977: Taken by Force - 1978: Tokyo Tapes (en directo) - 1979: Lovedrive - 1980: Animal Magnetism - 1982: Blackout - 1984: Love at First Sting - 1985: World Wide Live (en directo) - 1988: Savage Amusement - 1990: Crazy World - 1993: Face the Heat - 1995: Live Bites (en directo) - 2011: Temple of Rock - 2012: Temple of Rock - Live in Europe (en directo) - 2013: Bridge the Gap - 2015: Spirit on a Mission | - 1981: Nip In The Bud - 1986: Herman Ze German - 1986: Herman Ze German & Friends (sencillo) - 2007: I'm Back - 2008: My Life as a Scorpion - 2010: Top of the Rock (sencillo) - 2010: Take It As It Comes (versión estadounidense de I'm Back) - 2013: Acoustic Fever - 2005: Drum Legends |